# Teoria das Cores (livro)
Teoria das Cores (Zur Farbenlehre) é um livro do alemão Johann Wolfgang von Goethe publicado em 1810. Contém uma descrição do fenômeno das cores que veio influenciar fortemente os artistas pré-rafaelistas. O pintor inglês Joseph Mallord William Turner (1775-1851), um precursor do impressionismo, o estudou profundamente. Wassily Kandinsky a considerava um dos mais importantes trabalhos sobre o tema.

## Influência nas artes
Depois de sua tradução ao inglês por Charles Lock Eastlake (1840), esta teoria tornou-se largamente conhecida no mundo da arte.